# Rezerwat przyrody Krzywicki Mszar
Rezerwat przyrody Krzywicki Mszar – florystyczny rezerwat przyrody położony na terenie gminy Osina w powiecie goleniowskim (województwo zachodniopomorskie).
Obszar chroniony utworzony został 4 sierpnia 2010 r. na podstawie Zarządzenia Nr 15/2010 Regionalnego Dyrektora Ochrony Środowiska w Szczecinie z dnia 2 kwietnia 2010 r. w sprawie uznania za rezerwat przyrody „Krzywicki Mszar” (Dz. Urz. Woj. Zach. z dnia 20 lipca 2010 r. Nr 70, poz. 1293).
Rezerwat ma powierzchnię 5,95 ha, w całości pod ochroną czynną. Obejmuje on tereny nadleśnictwa Nowogard (oddział leśny 334c), co odpowiada obrębowi ewidencyjnemu Krzywice (dz. ew. nr 334/1 – fragment). Leży w granicach specjalnego obszaru ochrony siedlisk „Ostoja Goleniowska” PLH320013. Ok. 500 m na południe leżą Krzywice, zaś ok. 500 m na północ – rezerwat przyrody Wrzosiec.
Celem ochrony rezerwatowej jest „zachowanie torfowiska wysokiego oraz unikalnych zbiorowisk roślinnych reprezentujących różne siedliska podlegające prawnej ochronie, a także gatunki roślin chronionych, rzadkich i zagrożonych”.